# Duno
Duno est une commune italienne de la province de Varèse dans la région Lombardie en Italie.

## Toponyme
Dérivé du terme gaulois dunum ou dunon : petite colline, hauteur.

## Administration
| Période                                  | Période  | Identité      | Étiquette | Qualité   |
| ---------------------------------------- | -------- | ------------- | --------- | --------- |
| 29/5/2006                                | En cours | Pietro Paglia |           | ingénieur |
| Les données manquantes sont à compléter. |          |               |           |           |

### Hameaux
San Martino in Culmine, Cantonaccio, Alpe Bisio, Monte della Colonna, Monte Rossel, Alpe di Duno